# Pure (приложение)
Pure (с англ. — «чистый») — dating-сервис, приложение, ориентированное на секс-знакомства на iOS и Android.

## История разработки
Pure, или же «Пьюр» — это анонимная доска объявлений, где пользователи пишут о своих желаниях и при взаимном интересе продолжают общение в чате или на видеовстрече.
Приложение было создано бизнесменами Романом Сидоренко и Александром Кухтенко. Идея приложения Pure возникла в 2012 году, после чего проект привлёк 400 тысяч долларов инвестиций, и сервис стал распространяться под девизом «Секс здесь и сейчас». Советником проекта выступила писательница и сексолог Кэрол Квин.
На российском рынке Pure появилось только в январе 2014 года, тогда как англоязычная версия заработала в AppStore в конце октября 2013 года. Версия Pure под Android была выпущена в июне 2015 года.
В 2015 году Pure занимает третье место в Lisbon Challenge и получает офис в Лиссабоне на 30 лет от мэрии города. С этого момента главный офис компании находится в Португалии.
Как сообщил Сидоренко в интервью изданию Mashable в августе 2015 года, за последние 12 месяцев пользователи Pure создали более миллиона заявок на встречу. В Москве к сентябрю этого же года приложение насчитывало более 260 тысяч заявок на встречи для интимных отношений. На начало 2015 года в Pure было зарегистрировано почти 400 тысяч заявок, а самые активные пользователи по России были из Москвы, Санкт-Петербурга и Казани.
В 2020-м году CEO Pure становится Ольга Петрунина, которая до этого была основателем нескольких IT-компаний в тревел- и крипто-индустрии. По словам Ольги, её основная задача — улучшить женский пользовательский опыт и сделать Пьюр идеальным местом для секстинга и вирта.

## Основные рынки
Пьюр доступен на более, чем 40 языках, основные страны с наиболее активной аудиторией: США, Россия, Франция, Великобритания, Канада и Германия. Особенно сервис популярен в мегаполисах, таких как Москва, Лондон, Париж, Нью-Йорк, Лос-Анджелес, Киев. Ежемесячная активная аудитория по всему миру порядка полумиллиона человек.

## Использование
Pure изначально разрабатывался как сервис для быстрых секс-знакомств. Поиск партнёров ведётся в радиусе 50 километров, определяя местонахождение пользователя по геолокационному встроенному сервису. При взаимной симпатии появляется возможность пообщаться в чате, который самоуничтожается через 24 часа. В 2020 году у Пьюр появилось новое позиционирование «Дейтинг без стыда» и, на фоне многочисленных скандалов с утечкой переписок и откровенных фото в сети,  фокус проекта сместился на развитие платформы для безопасного и откровенного онлайн общения.
Для регистрации в Pure пользователь должен быть старше 18 лет, достаточно лишь Apple или Google ID. От аналогичных сервисов на рынке его отличает то, что общение здесь начинается с анонимных текстовых объявлений, где пользователи откровенно делятся своими желаниями и предложениями. К объявлению можно добавить фото.
При взаимной симпатии создается чат, который уничтожается через 24 часа, но его можно продлить при согласии партнера. Если пользователи отключили таймер уничтожения, каждому присваивается рандомный никнейм. В чатах есть возможность отправлять аудиосообщения и самоуничтожающиеся фото, которые сгорают после просмотра.
Пользователи могут отправлять друг другу подарки, прикрепляя к выбранному презенту фото, аудио-сообщение и записку. В случае, если подарок принимают, открывается чат. «Царь горы» (доступно только для мужского гендера) — возможность закрепить объявление в топе ленты на час, но любой может «скинуть тебя с трона». «Мгновенный чат» — возможность отправить личное сообщение, не дожидаясь взаимного лайка. Доступно на Android-устройствах.
Особенное внимание Pure уделяет безопасности и конфиденциальности при общении. Контент в чатах нельзя скопировать или сохранить. В зависимости от операционной системы функция скриншота полностью заблокирована (на Android) или при попытке сделать скриншот пользователь будет  оповещен об этом (iOS). Также в Pure разработана система мониторинга слов и фраз в чатах, которая автоматически уведомляет пользователей, если собеседник ведет себя подозрительно и использует слова и фразы,  характерные для мошенников.
Кроме привычного текстового чата в Pure есть возможность перейти в видеочат. По желанию пользователи могут использовать AR «маску», закрывающую лицо и делающую общение максимально анонимным. Если маска случайно спадет, то экран автоматически заблюрится.
Доступ к приложению Пьюр платный для мужчин. В зависимости от устройства, можно оплатить подписку через Google/Apple аккаунт или же банковской картой, если это web-версия. Сервис предлагает недельную, месячную и годовую подписку.

## Критика
Сооснователь сервиса Teamo (сервис для серьёзных знакомств) Владимир Шмидт сказал, что не видит потенциала у приложения:
Такая модель должна быть очень востребована у мужчин, но для девушек это всё-таки непривычный формат. Если разрыв между процентным соотношением мужской и женской аудитории будет расти и дальше, в приложение могут прийти так называемые профессионалы в любви — девушки по вызову — и использовать сервис для поиска новых клиентов.
В обзоре Компьютерры указывается, что решение подобных проблем продумано: людей и компании по оказанию интимных услуг, а также пользователей, не явившихся на встречу, давших чужое фото и др., планируется блокировать.
В 2013 году Pure победило в «Битве стартапов» на форуме РИФ+КИБ 2013:
У других участников «Битвы» были явные огрехи: у кого бизнес-модель не очень внятная, у кого аудитория подкачала. А вот у Pure есть всё. Бизнес-модель: несомненно, люди будут покупать этот сервис. Аудитория? Валом пойдёт. «Рюшечки» проекта? Конечно, да — прикольно, ярко, эпатажно. Вопросы морали, этики мы в данном конкурсе не рассматриваем. Задумана идея классно, но воплотить её в жизнь можно красиво, а можно грязно. Это мы увидим при запуске проекта летомЛюбовь Симонова, эксперт фонда Almaz Capital Partners и член жюри форума
В другом обзоре автор отметил факт присутствия мошенников: «Успех приложения кроется в концепции Пьюр, а именно в анонимности. Неудивительно, что это привлекает мошенников, желающих заработать на том, что они сорвут с вас маску конфиденциальности и все тайное станет явным».

## Сравнение с аналогами
Приложение Pure — не единственное в этой сфере, однако по словам Романа Сидоренко, прямых конкурентов у приложения пока нет. Подобные Pure сервисы Tinder и Bang With Friends отличаются главным образом тем, что они не построены на концепции «здесь и сейчас», а другие аналоги — Badoo, Mamba и Teamo — аккумулируют аудиторию, нацеленную на более серьёзные отношения. По словам одного из основателей Teamo Владимира Шмидта, аудитория Pure и его проекта не пересекаются.